# Boeica brachyandra
Boeica brachyandra är en tvåhjärtbladig växtart som beskrevs av Ridley. Boeica brachyandra ingår i släktet Boeica och familjen Gesneriaceae. Inga underarter finns listade i Catalogue of Life.